# 칸트 델 바르사
칸트 델 바르사(Cant del Barça)는 FC 바르셀로나의 공식 응원가이다. 1974년 팀의 75주년을 기념하여 만들어졌다. 하우메 피카스, 호셉 마리아 에스피나스가 작곡했고 마누엘 발스 고리나가 작곡했다.
이 응원가는 공식적으로 1974년 11월 27일, 캄프 누에서 열린 FC 바르셀로나와 동독 축구 국가대표팀과의 경기에서 처음 울려퍼졌다. 오리올 마르토렐이 3,500명의 웅장한 합창을 지휘했다.

## 가사
Tot el camp

온 경기장이

És un clam

사람들로 가득차 있네

Som la gent blaugrana

우리는 블라우그라나(FC 바르셀로나)의 서포터

Tant se val d'on venim Si del sud o del nord

우리의 출신이 남쪽이든 북쪽이든 그건 중요치 않아

Ara estem d'acord estem d'acord

우리모두 하나되어

Una bandera ens agermana.

형제애로써 바르셀로나 깃발 아래 뭉친다

Blaugrana al vent

블라우그라나 깃발이 바람에 휘날리고

Un crit valent

용맹스런 함성이 울려퍼진다

Tenim un nom que el sap tothom:

모두가 알고있는 그 이름:

Barça, Barça, Barça!

바르사, 바르사, 바르사!

Jugadors

선수들이여

Seguidors

서포터들이여

Tots units fem força

우리는 최강으로 하나가 된다

Són molts anys plens d'afanys

우리는 오랫동안 많은 것을 이룩했고

Són molts gols que hem cridat.

수많은 골들을 작렬시켰다

I s'ha demostrat s'ha demostrat

또한 우리는 보이고 또 보여줘왔다

Que mai ningú no ens podrà tòrcer.

그 어떤이도 우릴 이길 수 없다는 것을.

Blaugrana al vent

블라우그라나 깃발이 바람에 휘날리고

Un crit valent

용맹스런 함성이 울려퍼진다

Tenim un nom que el sap tothom:

모두가 알고있는 그 이름:

Barça, Barça, Barça!

바르사, 바르사, 바르사!

## 같이 보기
- FC 바르셀로나